# Сіді-Алі-ель-Меккі
37°10′48″ пн. ш. 10°16′44″ сх. д. / 37.1799° пн. ш. 10.2788° сх. д.
Сіді-Алі-ель-Меккі (араб. رأس سيدي علي المكي‎; також Cape Farina, Cap Farina) — мис у Середземному морі на півночі Тунісу.

## Географія
Мис Сіді-Алі-ель-Меккі розташований за 50 км на північний захід від столиці. Мис формує західний край Туніської затоки, на південній стороні однойменної лагуни розташоване місто Гар-ель-Мільх. Поруч з містом розташований популярний піщаний пляж.